# Amazone-roodteenvogelspin
De amazone-roodteen(boom)vogelspin (Avicularia avicularia) is een spin uit de familie van de vogelspinnen (Theraphosidae). Deze spin komt voor in Midden- en Zuid-Amerika, voornamelijk in Brazilië, Costa Rica en de zuidelijke Caraïben.
Volwassen exemplaren hebben een donkergekleurd lichaam en roze tot rode tenen (vandaar de naam). Juvenielen hebben donkere tenen en een felrood lichaam. Na de laatste vervelling vindt een kleurverandering plaats.